# Ashton Smith (wrestler)
Ashton Trent Smith (Kingston, 15 dicembre 1988) è un wrestler inglese.
È noto per i suoi trascorsi in WWE dal 2018 al 2022, dove ha militato ad NXT UK vincendo una volta l'NXT UK Tag Team Championship (con Oliver Carter).

## Carriera

### Primi anni (2007–2013)
Smith fece il suo debutto nel wrestling britannico l'11 febbraio 2007 presso la Triple X Wrestling, dove venne sconfitto da Zack Sabre Jr. nel suo primo incontro. Combatté il suo ultimo incontro in tale federazione il 7 ottobre, perdendo contro Spud. Dal 2007 al 2013, Smith combatté per federazioni indipendenti britanniche come SAS Wrestling, Pro Championship Wrestling, Alternative Wrestling World, One Pro Wrestling, International Pro Wrestling: United Kingdom, Frontier Wrestling Alliance, Pro Evolution Wrestling e Devon Wrestling Association.

### Preston City Wrestling (2014–2018)
Smith debuttò nella Preston City Wrestling al PCW Who Dares Wins il 28 marzo 2014, gareggiando in una Royal Rumble da 30 uomini per il Preston City Wrestling Heavyweight Championship. Per tutto il 2015, Smith combatté per i titoli PCW Cruiserweight, PCW Tag Team e PCW Heavyweight, ma non riuscì a vincere questi titoli. Mentre era nella PCW, Smith ebbe l'opportunità di affrontare Cedric Alexander e il Team War Machine (Hanson e Ray Rowe). Il 9 dicembre 2016 Smith sfidò e sconfisse  il campione in carica Bubblegum vincendo per la prima volta il PCW Cruiserweight Championship. Il 17 giugno 2017 Smith perse il titolo contro Dean Allmark. Durante questo periodo, si esibì anche per altre federazioni indipendenti come FutureShock Wrestling, Grand Pro Wrestling e l'Insane Championship Wrestling.

### WWE (2018–2022)

#### NXT UK(2018–2022)
Il 28 luglio 2018, dopo diverse apparizioni in vari live event, Smith fece il suo debutto ad NXT UK, territorio di sviluppo inglese della WWE. Venne per lo più utilizzato come jobber, e il 7 marzo 2020 ad NXT UK partecipò ad una Battle Royal per determinare lo sfidante di Walter per l'NXT United Kingdom Championship ma venne eliminato. In seguito, si alleò con Oliver Carter, e nella puntata di NXT UK del 24 febbraio tentarono l'assalto all'NXT UK Tag Team Championship dei Moustache Mountain (Trent Seven e Tyler Bate) ma vennero sconfitti. La stessa scena si ripeté anche il 21 aprile, ad NXT UK, quando i Moustache Mountain superarono nuovamente Carter e Smith in un 2-out-of-3 Falls match per 2-1. Successivamente, in una puntata di NXT UK del 21 aprile (andata in onda il 2 giugno) Smith e Carter riuscirono a conquistare i titoli di coppia superando i Moustache Mountain in un Triple Threat Tag Team match che comprendeva anche la Die Familie (Rohan Raja e Teoman). Tuttavia, il 22 giugno, Carter e Smith dovettero rendere vacanti i titoli a causa di un infortunio di Smith al ginocchio (in onda il 23 giugno).
Il 18 agosto 2022 Smith venne licenziato dalla WWE.

## Personaggio

### Soprannomi
- "The Prestige"

### Musiche d'ingresso
- Sahara Shake di Kiingi Kusambiza (WWE; 2020–2022; usata in coppia con Oliver Carter)

## Titoli e riconoscimenti
- Celtic Wrestling
  - Celtic Wrestling Tag Team Championship (1) – con Tyler Browne
- FutureShock Wrestling
  - FutureShock Wrestling Championship (1)
  - FutureShock Trophy (2016)
- Grand Pro Wrestling
  - GPW British Championship (1)
  - GPW Tag Team Championship (1) – con Martin Kirby
- Insane Championship Wrestling
  - ICW Tag Team Championship (1) – con Rampage Brown
- WWE
  - NXT UK Tag Team Championship (1) – con Oliver Carter